# اسکیدمور (میزوری)
اسکیدمور (به انگلیسی: Skidmore) یک شهر در ایالات متحده آمریکا است که در شهرستان نوداوای، میزوری واقع شده‌است. اسکیدمور ۰٫۸۵ کیلومتر مربع مساحت و ۲۸۴ نفر جمعیت دارد و ۲۸۸ متر بالاتر از سطح دریا واقع شده‌است.